# Каттилакоски, Теэму
Теэму Каттилакоски (фин. Teemu Kattilakoski; род. 16 декабря 1977, Каннус, Вааса) — финский лыжник, призёр чемпионата мира. Специалист дистанционных гонок. 

## Карьера
В Кубке мира Каттилакоски дебютировал в 1998 году, в декабре 2002 года первый, и пока последний раз одержал победу на этапе Кубка мира, в эстафете. Кроме победы, на сегодняшний день имеет на своём счету одно попадание в тройку на этапах Кубка мира, так же в эстафете. Лучшим достижением Каттилакоски в общем итоговом зачёте Кубка мира является 77-е место в сезоне 2007—08.
На Олимпиаде-2002 в Солт-Лейк-Сити стал 11-м в эстафете и 35-м в гонке на 30 км с масс-старта.
На Олимпиаде-2006 в Турине занял 10-е место в эстафете и 43-е место в гонке на 50 км с масс-старта.
На Олимпиаде-2010 в Ванкувере показал следующие результаты: 15 км свободным ходом — 27-е место, эстафета — 5-е место.
За свою карьеру принимал участие в четырёх чемпионатах мира, на чемпионате-2009 в чешском Либереце завоевал бронзовую награду.
Использует лыжи производства фирмы Peltonen.